# Mathieu Bayeux
Mathieu Bayeux detto Bayeux il primogenito (Caen, 1692 – Ballan, 8 maggio 1777) è stato un ingegnere francese.

## Biografia
Fu ingegnere della généralité di Caen, nel 1723, e di quella di Tours nel 1740. Nel 1743 venne nominato ispettore generale, e nel 1747 fece costruire, a Port-de-Piles, un ponte a tre archi sul fiume Creuse e nel 1750 un ponte a 7 archi sul fiume Cher.

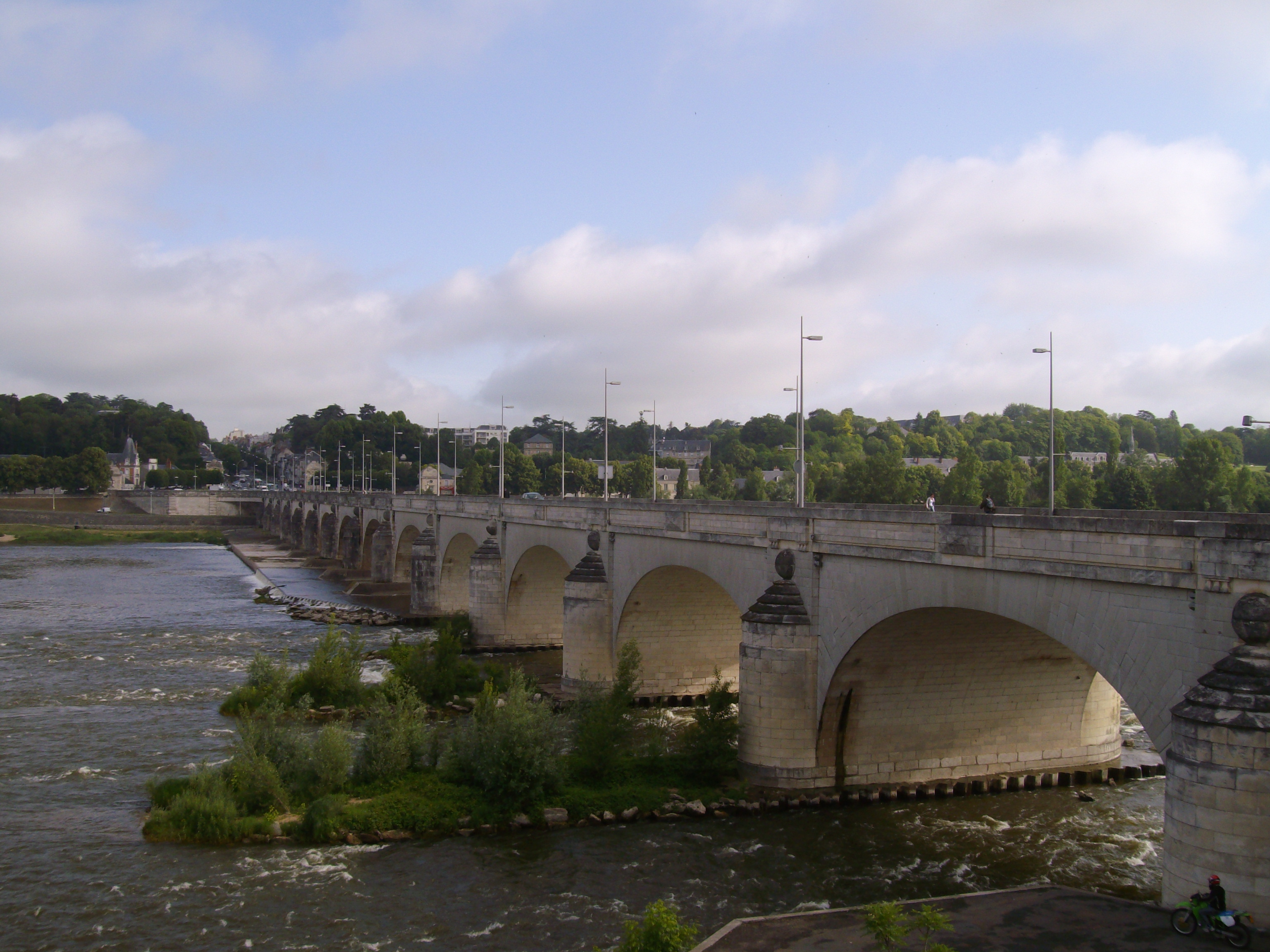
Ponte Wilson a Tours

Progettò il ponte Saint-Jean-Baptiste di Montbazon, costruito tra il 1754 e il 1758. Dal 1753 al 1755 presentò, senza successo, diversi progetti per la costruzione del Ponte Wilson a Tours. Un ultimo progetto, presentato nel 1758, venne approvato nel 1764 e fatto costruire. Si tratta del ponte attuale composto da 15 archi ribassati di 25 metri di luce. Questa grande opera fu terminata solo nel 1777 e sperimentò, da quel momento e fino al 1835, una serie di gravi incidenti, la cui storia, molto interessante per l'arte dell'ingegneria, è stata narrata in dettaglio da Louis Alexis Beaudemoulin negli Annali del 1839.
Bayeux, venne messo in pensione come ispettore generale, nel 1760, ma rimase tuttavia incaricato della direzione dei lavori del ponte di Tours e ricevette, nel 1767, un premio di 4000 livre come ricompensa per il suo servizio, indipendentemente dalla sua pensione di anzianità. Il giudizio del consiglio reso in questa occasione dà un'idea della capacità e del valore morale dell'anziano Bayeux, la cui considerazione non fu incrinata dai danni subiti dal ponte di Tours.